# 6666 Ranch
Il Four Sixes Ranch, stilizzato come 6666 Ranch, è un ranch nella contea di King, in Texas, nonché nella contea di Carson e nella contea di Hutchinson.

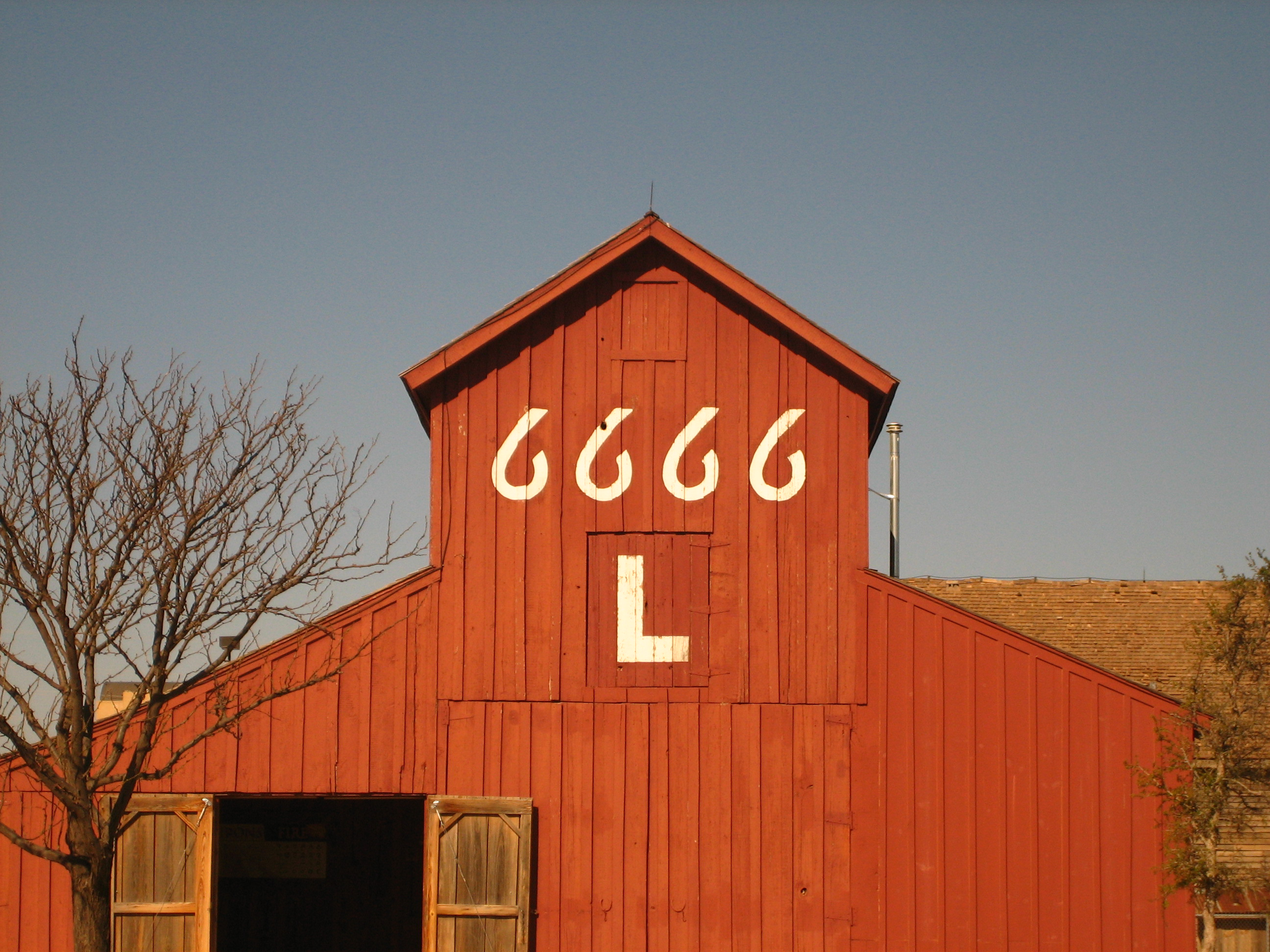
Stalla del Ranch 6666 presso il National Ranching Heritage Center a Lubbock

## Posizione
La sezione principale del ranch si trova vicino alla città di Guthrie nella contea di King, in Texas. Si estende su 350 000 acri (550 miglia quadrate; 140 000 ha) di terra. La casa principale del ranch si trova fuori dalla US Highway 82. La sezione di Dixon Creek si estende su 108 000 acri (169 miglia quadrate; 44 000 ha) di terra nelle contee di Carson e Hutchinson. Il Dixon Creek attraversa questa sezione del ranch vicino a Panhandle, Texas.

## Storia

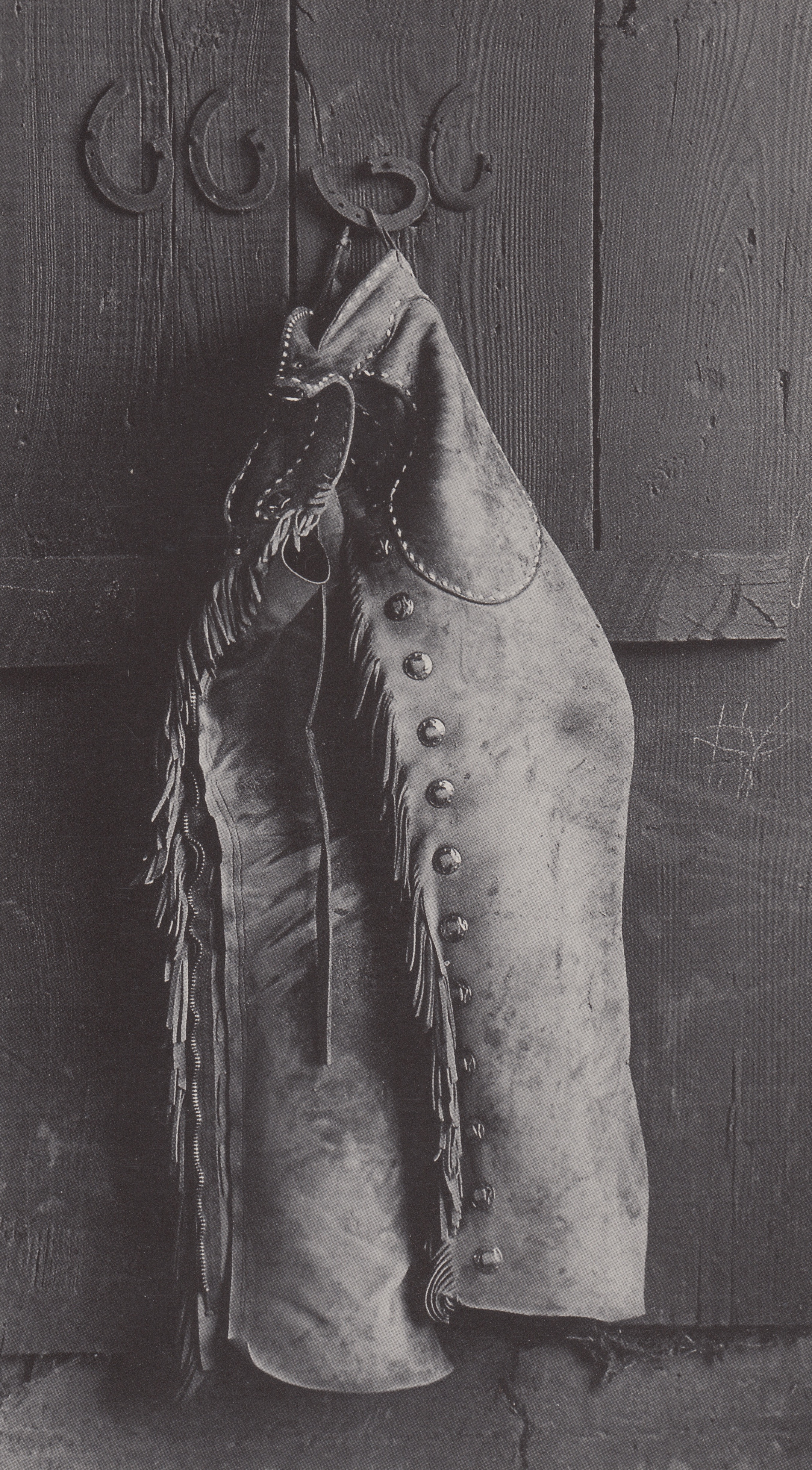
Un paio di gambiere appese all'insegna "6666" del ranch

Il ranch fu fondato da Samuel Burk Burnett nel 1900 dopo aver acquistato il terreno dalla Louisville Land and Cattle Company. La leggenda narra che vinse il ranch giocando a carte, dove ottenne quattro sei. Tuttavia, Burnett e i suoi discendenti hanno negato questo racconto folcloristico. Invece, il nome deriva dalla prima mandria che allevò nel ranch, che fu marchiata "6666".
Burnett allevò tori di razza pura Hereford e Durham, che vinsero premi nazionali alle mostre di bestiame in tutti gli Stati Uniti. Allevò anche cavalli di razza pura. Nel 1918, 2 000 capi di bestiame furono uccisi da una bufera di neve. Tre anni dopo, nel 1921, nel ranch venne trovato del petrolio, trasformandolo così in un'impresa molto redditizia. 
Dopo la morte di Burnett nel 1920, il ranch fu ereditato dalla nipote, Anne Valliant Burnett Tandy. Acquistò Grey Badger II e Hollywood Gold, due cavalli da esposizione che vivevano nel ranch. Nel 1936, c'erano 20 000 bovini Hereford nel ranch. Negli anni '60 e '70, il fienile del ranch è stato utilizzato nella pubblicità di Marlboro, il marchio di sigarette. Nel 1975, nel ranch vennero girate alcune scene del film Mackintosh e TJ.
Nel 1980, il ranch passò alla pronipote di Burnett, Anne Windfohr Marion, e alla sua pronipote, Wendi Grimes. Marion co-gestì il ranch con il suo quarto marito, John L. Marion. Hanno incrociato bovini Brangus con bovini Hereford per produrre il Black Baldy, una razza bovina resistente alle mosche del cedro. Ogni anno nel ranch vengono allevate un centinaio di fattrici.
Al 3 dicembre 2020, il ranch è stato venduto in conformità con il testamento della proprietaria Anne Burnett Marion, morta nel febbraio di quell'anno; è stato messo sul mercato per un totale di 347,7 milioni di dollari. Nel maggio 2021, un gruppo di acquirenti rappresentato dallo sceneggiatore Taylor Sheridan ha acquistato il ranch.
Dipinti raffiguranti parti del ranch sono stati dipinti da Tom Ryan e Mondel Rogers. Un fienile del ranch è stato spostato al National Ranching Heritage Center a Lubbock, in Texas.

## Nella cultura popolare
Una serie televisiva senza nome basata sul ranch è stata introdotta come un episodio pilota backdoor, durante la quarta stagione della serie drammatica Yellowstone, trasmessa nel 2021 su Paramount Network. Riferimenti al ranch si possono trovare anche nella serie televisiva Landman.